# Mabool – The Story of the Three Sons of Seven
Mabool – The Story of the Three Sons of Seven – trzeci album studyjny izraelskiej grupy muzycznej Orphaned Land. Wydawnictwo ukazało się 23 lutego 2004 roku nakładem wytwórni muzycznej Century Media Records w dwóch wersjach z różną oprawa graficzną. Limitowana wersja albumu zawiera ponadto dodatek zatytułowany The Calm Before the Flood.
Mabool ukazał się również na dwóch płytach winylowych nakładem wytwórni Profound Lore Records w limitowanym do 500 egzemplarzy nakładzie. W ramach promocji do utworów „Ocean Land” oraz „Norra el Norra” zostały zrealizowane teledyski, udostępnione na oficjalnej stronie internetowej zespołu.

## Lista utworów
Źródło.
1. „Birth of the Three (The Unification)” – 6:57
2. „Ocean Land (The Revelation)” – 4:43
3. „The Kiss of Babylon (The Sins)” – 7:23
4. „A'salk” – 2:05
5. „Halo Dies (The Wrath of God)” – 7:29
6. „A Call to Awake (The Quest)” – 6:10
7. „Building the Ark” – 5:02
8. „Norra el Norra (Entering the Ark)” – 4:24
9. „The Calm Before the Flood” – 4:25
10. „Mabool (The Flood)” – 6:59
11. „The Storm Still Rages Inside” – 9:20
12. „Rainbow (The Resurrection)” (Instrumental) – 3:01

The Calm Before the Flood
1. „The Evil Urge” − 3:28
2. „A Never Ending Way” − 3:14
3. „Mercy” (Paradise Lost cover) − 3:46
4. „The Beloved's Cry” − 6:42
5. „The Orphaned's Medley” − 9:33

## Twórcy
Źródło.
- Kobi Farhi – śpiew, wokal wspierający, muzyka, słowa i koncepcja, kierownictwo artystyczne, aranżacje
- Josi Saharon (Sasi) – gitara prowadząca, gitara akustyczna, gitara klasyczna, saz, buzuki, oud, muzyka, aranżacje
- Matti Svatitzki – gitara rytmiczna, gitara akustyczna, muzyka, aranżacje
- Uri Zelcha – bezprogowa gitara basowa, muzyka, aranżacje
- Eden Rabin – instrumenty klawiszowe, syntezatory, fortepian, muzyka, aranżacje, słowa
- Avi Diamond − perkusja
- Avi Agababa − instrumenty perkusyjne
- Shlomit Levi − śpiew
- Chór - David Sassi, Avi Ratzon, Yariv Malka, Kobi Farhi, Josi Sassi, Eden Rabin, Erez Caspi
- Moran Ensemble - Tali Ketzef, Neta Gev, Neta Kirschenbaum, Michal Front, Yael Front, Naama Aharony, Reut Venforero, Noa Kalush, Liad Dahari, Rachel Reuven, Yair Goren, Yair Polishuk, Eden Rabin, Kobi Farhi, Josi Sassi
- Erez Caspi - inżynieria dźwięku
- Simon Vinestock - inżynieria dźwięku
- Daniel Ya'ari - inżynieria dźwięku
- Marselo David Kovalsky - asystent inżyniera dźwięku
- Rafi Nahmias - asystent inżyniera dźwięku
- Alon Miaskinov - słowa i koncepcja
- Sami Bachar - aranżacje (utwory 1, 5, 6, 10)

## Dodatkowe informacje
- Końcowa cześć utworu „Moazin” została nagrana w mauzoleum Tadź Mahal w Agrze w Indiach przez wokalistę grupy Kobiego Farhi. Zawarte w tekstach słowa w językach hebrajskim i łacinie zostały zaczerpnięte z Ksiegi Wyjścia (Stary Testament, Biblia).
- Słowa w języku arabskim i hebrajskim w utworach „The Kiss of Babylon (The Sins)” i „A'salk” zostały zaczerpnięte z poematów Shaloma Szabbazi, natomiast w utworze „Norra el Norra (Entering the Ark)” wykorzystano modlitwę żydowską, wychwalającą Boga – Hallel.